# Florina Ioana Cîrstea
Florina Ioana Cîrstea (* 19. Dezember 1992) ist eine rumänische Biathletin.
Florina Ioana Cîrstea ist Studentin und lebt in Zărnești. Die Athletin von CSS Dinamo Râșnov, wo sie von Gheorghe Gârniță trainiert wird, begann 2007 mit dem Biathlonsport und gehört seit 2008 dem rumänischen Nationalkader an. Erste internationale Meisterschaft wurden die Juniorenweltmeisterschaften 2011 in Torsby, wo sie 21. des Einzels, 33. des Sprints und 47. des Verfolgungsrennens wurde. Nur wenig später nahm sie an den Juniorenrennen der Sommerbiathlon-Weltmeisterschaften 2011 in Duszniki-Zdrój teil, bei denen die Rumänin 20. in Sprint und Verfolgung wurde und an der Seite von Réka Ferencz, Roland Gerbacea und Remus Faur im Mixed-Staffelrennen als Viertplatzierte nur knapp um einen Rang eine Medaille verpasste. Es folgten im folgenden Jahr die Juniorenweltmeisterschaften 2011 in Nové Město na Moravě. Cîrstea wurde 42. des Einzels, Elfter des Sprints, 15. des Verfolgers und Staffel-Zehnter. Wenig später lief die bei den Europameisterschaften 2011 in Ridnaun. Dort belegte sie den 39. Platz im Einzel, wurde 29. in Sprint und Verfolgung sowie 13. mit der Mixed-Staffel. 2012 folgten die Juniorenweltmeisterschaften in Kontiolahti, bei denen die Rumänin auf den 40. Platz im Einzel, 30. Platz im Sprint und den 42. Rang im Verfolgungsrennen kam.
Cîrstea bestritt ihr erstes Rennen bei den Frauen 2009 in Obertilliach im IBU-Cup, wo sie 75. eines Sprints wurde. Ihre besten Ergebnisse und zugleich ihre ersten Ergebnisse in den Punkterängen in der Rennserie erreichte sie 2011 in Bansko, wo sie Achte und Zehnte in zwei Sprintrennen wurde. Ihr erstes Rennen im Weltcup lief die Rumänin 2012 am Holmenkollen in Oslo, wo sie 73. eines Sprints wurde. Saisonhöhepunkt wurde die erste Teilnahme an einer internationalen Meisterschaft bei den Frauen, den Weltmeisterschaften 2012 in Ruhpolding. Dort erreichte Cîrstea den 112. Rang im Einzel, wurde 101. des Sprintrennens sowie mit Éva Tófalvi, Réka Ferencz und Luminița Pișcoran als Schlussläuferin in der überrundeten Staffel 20.

## Weltcupstatistik
Die Tabelle zeigt alle Platzierungen (je nach Austragungsjahr einschließlich Olympische Spiele und Weltmeisterschaften).
- 1.–3. Platz: Anzahl der Podiumsplatzierungen
- Top 10: Anzahl der Platzierungen unter den ersten zehn (einschließlich Podium)
- Punkteränge: Anzahl der Platzierungen innerhalb der Punkteränge (einschließlich Podium und Top 10)
- Starts: Anzahl gelaufener Rennen in der jeweiligen Disziplin
- Staffel: inklusive Mixed- und Single-Mixed-Staffeln

| Platzierung                    | Einzel | Sprint | Verfolgung | Massenstart | Staffel | Gesamt |
| ------------------------------ | ------ | ------ | ---------- | ----------- | ------- | ------ |
| 1. Platz                       |        |        |            |             |         |        |
| 2. Platz                       |        |        |            |             |         |        |
| 3. Platz                       |        |        |            |             |         |        |
| Top 10                         |        |        |            |             |         |        |
| Punkteränge                    |        |        |            |             | 1       | 1      |
| Starts                         | 1      | 3      |            |             | 1       | 5      |
| Stand: nach der Saison 2011/12 |        |        |            |             |         |        |